# Astragalus bachardeni
Astragalus bachardeni är en ärtväxtart som beskrevs av Rudolf V. Kamelin och S.S. Kovalevskaja. Astragalus bachardeni ingår i släktet vedlar, och familjen ärtväxter. Inga underarter finns listade i Catalogue of Life.